# 친하오
친하오(Qin Hao, 1978년 5월 19일 ~ )는 중화인민공화국의 배우, 텔레비전 배우이다.
선양시에서 태어났다.

## 방송
- 서언
- 대막요
- 수당연의
- 하일리적춘천
- 나쁜 아이들

## 영화
- 마지막 편지 (2018년)
- 살인 연극 (2018년)
- 나미야 잡화점의 기적: 또 하나의 이야기 (2017년) - 하이뽀어 역
- 요묘전: 레전드 오브 더 데몬 캣 (2017년) - 진운초 역
- 야인시대: 전쟁의 서막 (2016년)
- 풍중유타우주적운 (2016년)
- 훠궈전쟁 (2016년)
- 요곤영웅 (2015년)
- 애정마랄탕지정정종신 (2015년)
- 나는 여왕이다 (2014년)
- 블라인드 마사지 (2014년)
- 대막요 (2014년)
- 수당연의 (2013년)
- 나이팅게일 (2013년) - 쿤 역
- 장강도 (2012년)
- 완명시광 (2012년)
- 넥스트 매직 (2012년)
- 조디악 미스테리 (2012년)
- 미스터리 (2012년)
- 초도동경 (2012년)
- 중경 블루스 (2010년)
- 스프링 피버 (2009년)
- 상하이 드림 (2005년)